# John Kani
Bonsile John Kani (New Brighton, 30 de agosto de 1943) é um ator, diretor e dramaturgo sul-africano, mais conhecido por seu personagem "Samuel" no filme de Stephen Hopkins, The Ghost and the Darkness de 1996.
Ele também atua como diretor e roteirista.

## Filmografia

### Televisão
| Ano  | Título                             | Papel              | Notas                                                                                               |
| ---- | ---------------------------------- | ------------------ | --------------------------------------------------------------------------------------------------- |
| 1974 | BBC2 Playhouse                     | Styles / Buntu     | Episódio: "Sizwe Bansi Is Dead"                                                                     |
| 1974 | 2nd House                          |                    | Episódio: "Athol Fugard"                                                                            |
| 1978 | Play for Today                     | George O'Brien     | Episódio: "Victims of Apartheid"                                                                    |
| 1985 | Master Harold...and the Boys       | Willie             | Telefilme                                                                                           |
| 1986 | Miss Julie                         | John               | Telefilme                                                                                           |
| 1989 | Othello                            | Otelo              | Telefilme                                                                                           |
| 1997 | Kap der Rache                      | Inspektor Khumalo  | Telefilme                                                                                           |
| 2006 | Hillside                           | Dr. Vincent Maloka | 1 episódio                                                                                          |
| 2008 | The No. 1 Ladies' Detective Agency | Daddy Bapetsi      | Episódio: "Pilot"                                                                                   |
| 2008 | Silent Witness                     | Dr. Phiri          | 2 episódios                                                                                         |
| 2012 | iNkaba                             | Mkhuseli Mthetho   | 1 episódio                                                                                          |
| 2015 | Wallander                          | Max Khulu          | Episódio: "The White Lioness"                                                                       |
| 2021 | What If...?                        | T'Chaka (voz)      | 2 episódios: "What If... T'Challa Became a Star-Lord?", "What If... Killmonger Rescued Tony Stark?" |

### Cinema
| Ano  | Título                                | Papel                  | Notas                     |
| ---- | ------------------------------------- | ---------------------- | ------------------------- |
| 1978 | The Wild Geese                        | Sargento Jesse Link    |                           |
| 1980 | Marigolds in August                   | Melton                 |                           |
| 1981 | Killing Heat                          | Moses                  |                           |
| 1987 | Saturday Night at the Palace          | September              |                           |
| 1987 | An African Dream                      | Khatana                |                           |
| 1989 | Options                               | Jonas Mabote           |                           |
| 1989 | A Dry White Season                    | Julius                 |                           |
| 1989 | The Native Who Caused All the Trouble | Tselilo Mseme          |                           |
| 1992 | Sarafina!                             | Diretor da escola      |                           |
| 1995 | Soweto Green: This Is a 'Tree' Story  | Dr. Curtis Tshabalala  |                           |
| 1996 | The Ghost and the Darkness            | Samuel                 |                           |
| 1997 | Kini and Adams                        | Ben                    |                           |
| 1998 | The Tichborne Claimant                | Bogle                  |                           |
| 2001 | Final Solution                        | Reverendo Peter Lekota |                           |
| 2007 | The Bird Can’t Fly                    | Stone                  |                           |
| 2008 | Nothing but the Truth                 | Sipho                  | Também diretor e escritor |
| 2009 | Endgame                               | Oliver Tambo           |                           |
| 2010 | White Lion                            | Velho Gisani           |                           |
| 2011 | Coriolanus                            | General Cominius       |                           |
| 2011 | Janapriyan                            |                        |                           |
| 2011 | How to Steal 2 Million                | Julius Twala Snr.      |                           |
| 2012 | Jail Caesar                           | Marius                 |                           |
| 2016 | The Suit                              | Sr. Maphikela          | Curta-metragem            |
| 2016 | Capitão América: Guerra Civil         | T'Chaka                |                           |
| 2018 | Black Panther                         | T'Chaka                |                           |
| 2019 | Murder Mystery                        | Coronel Ulenga         |                           |
| 2019 | O Rei Leão                            | Rafiki (voz)           |                           |
| 2021 | Seal Team                             | Brick (voz)            |                           |
| 2023 | Murder Mystery 2                      | Coronel Ulenga         | [ 3 ]                     |
| 2024 | Mufasa: O Rei Leão                    | Rafiki (voz)           | Pós produção              |

## Peças
- Sizwe Banzi is Dead (1972) (em coautoria com Athol Fugard e Winston Ntshona)
- The Island (1973) (em coautoria com Athol Fugard e Winston Ntshona)
- Statements After an Arrest Under the Immorality Act (em coautoria com Athol Fugard e Winston Ntshona)
- My Children My Africa! (Ator)
- Nothing But the Truth (2002) (único dramaturgo)
- A Tempestade (2008) (ator no papel de Caliban, no Baxter Theatre, Cidade do Cabo; Courtyard Theatre, Stratford-upon-Avon; e tour por Richmond, Leeds, Bath, Nottingham, Sheffield
- Missing (2014) (ator e único dramaturgo)
- Kunene and the King (2019) (ator e dramaturgo)

## Drama
- Nothing But the Truth (2002)